# 眠狂四郎無賴控
《眠狂四郎無賴控》（日语：眠狂四郎無頼控）為1956年上映的時代劇，是改編自柴田鍊三郎的同名作品翻拍成的電影，導演為日高繁明，1950年代，《眠狂四郎系列》在東寶株式會社的贊助支持下，一共拍了三集，由鶴田浩二主演，但是由於東寶版翻拍的眠狂四郎，當時也不合柴田本人之意，之後一直到1963年由大映製作新一季的眠狂四郎系列，主演為市川雷藏。

## 演員
- 眠狂四郎：鶴田浩二
- 平山子龍：河津清三郎
- 美保代：津島惠子
- 靜香：青山京子
- 壽女若：北川町子
- 燕之金八：森川信
- むささびの喜平太：德大寺伸
- 水野越前守：伊豆肇
- 武部仙十郎：藤原釜足
- 茅場修理之介：藤木悠
- 美濃屋嘉兵衛：上田吉二郎
- 安藤多門：芝田新
- 小野田玄蕃：小杉義男
- 空然：左卜全
- 越前守家臣：岩本弘司
- 志摩：塩沢登代路
- 林肥後守：澤村宗之助
- 室矢淳堂：瀬良明

## 製作人員
- 製片：田中友幸
- 導演：日高繁明
- 原作：柴田鍊三郎（週刊「新潮」連載）
- 編劇：小國英雄
- 攝影：山崎一雄
- 美術：北猛夫、阿久根嚴
- 照明：西川鶴三
- 錄音：藤好昌生
- 音樂：池野成
- 副導演：丸輝夫

## 外部連結
- 眠狂四郎無賴控 （页面存档备份，存于）（日語）